# Drekrees
Een drekrees of prutmarathon is een hardloopwedstrijd door een Nederlandse polder, waarbij de deelnemers meerdere obstakels in de vorm van smalle, maar bij voorkeur ook brede sloten moeten overwinnen. De naam is een samenstelling van drek (modder) en van het Engelse woord race.
Voor de deelnemers is de fysieke inspanning groot. Voor het publiek is het leuk om naar te kijken. In 1998 begon men op kleine schaal met 15 deelnemers nabij Schipluiden (Zuid-Holland). In 2006 namen 300 mensen deel aan de wedstrijd.
Het parcours bestaat uit een route van 1,3 km door meerdere weilanden en sloten, dat driemaal dient te worden afgelegd. De totale afstand: 4 kilometer, 45 sloten.
In Noord-Holland, nabij Schermerhorn, houdt men al sinds eind jaren zeventig een gelijksoortige race. Daar heet het een prutmarathon.